# ペルー人
ペルー人（ペルーじん）とは、ペルーの人々および海外に住む彼らの子孫のことである。ペルーは500年以上を超える昔から、異なる集団の組み合わせによって構成されてきた多民族国であるため、ペルーの人々は自分たちの国籍を、民族ではなく、市民性と捉えている。16世紀のスペインによる侵略以前の数千年はペルーの領地にはインディアンが住んでいた。歴史家であるデービッド・N・クックによると、主に感染症が原因で、推定1520年代には500万から900万ほどがいたアメリカインディアンの人口は、1620年には約60万人にまで減少した。スペイン人とアフリカ人は植民地時代に大量にペルーにやってきて、彼ら同士、また先住民たちと交流するようになった。共和国時代になると、次第にヨーロッパ（特にスペイン、イタリア、そして数はかなり小さくなるがフランスやバルカン、イギリス、ドイツなど）からの移民が増加した。19世紀末には多くの日本人と中国人が住み移った。
人口がおよそ2950万人であるペルーは南アメリカでは4番目に人口の多い国である。人口成長比率は1950年と2000年とを比べると、2.6％から1.6％に減少した。それでも2050年にはおよそ4200万人に達すると見込まれている。2007年の時点で、人口の75.9%が都市部に住み、24.1％が田舎に住んでいた。主な都市は800万人もの人々の故郷となっているリマ、アレキパ、トルヒーリョ、チクラヨ、ピウラ、イキトス、クスコ、チンボテ、ワンカヨなどであり、2007年の調査ではどの都市も25万人を超える人々が住んでいる。ペルー人の国外居住者が多い国はアメリカ合衆国、南アメリカ（アルゼンチン、チリ、ベネズエラ、ブラジル）、ヨーロッパ（スペイン、フランス、イギリス）、日本、オーストラリア、そしてカナダである。

## ペルーの民族構成
ペルー国勢調査は民族に関する情報を含んでいないため、大ざっぱな統計しか手に入れることができない。全国連続調査（National Continuous Survey）によると、ペルー人の59.5%は自身をメスティーソと認識し、22.7%はケチュア族、2.7%がアイマラ人、1.8%がアマゾン川流域の原住民（Amazonians：ヤネシャ族とも言われる）、1.6%が黒人あるいはムラート、4.9%が白人、そして6.7%がその他の民族（中国人、日本人、その他）であると思っている。インディアンはアンデス南部にみられるが、ここ40年の間遠いアンデス地域のから海岸への大量の内陸労働移民がやってきたことによって、南部や中央の海岸にも多くみられる。

### メスティーソ
メスティーソは総人口のおよそ47%から59.5%を占める。メスティーソという語は伝統的にインディアンとヨーロッパ系（特にスペイン人）の先祖を指すものである。この語は植民地時代に存在したカーストの分類の一部であり、そのカースト制度においては、植民地に生まれた純粋なスペイン系の子孫はクリオーリョ、アメリカインディアンとスペイン系の混血の子孫はメスティーソ、アフリカ系とスペイン系の混血の子孫はムラート、アメリカインディアンとアフリカ系の混血の子孫はザンボと呼ばれた。
ペルー人メスティーソの多くはインディアンとヨーロッパ系の子孫だが、その他の民族背景（アジア、中東、アフリカなど）をもつ人々も存在し、その割合は様々で、メスティーソの人口の一部をなしている。ほとんどのメスティーソは都会在住者であり、リマ地方、ラ・リベルタ、カヤオ、カハマルカ、ピウラ、ランバイエケ、アレキパ地方では色濃くヨーロッパの伝統継承が見られる。

### アメリカインディアン
インディアンは総人口の29%を構成する。主要な2つの先住民、あるいは民族集団はケチュア族（多種の文化的下位集団に属する）とそれに続くアイマラ人は主にアンデス南部でみられる。アンデス高地に住む先住民の人々のほとんどは依然としてケチュア語かアイマラ語を話し、活発な伝統文化を守っており、それらはもともと、当時世界で最も農業文明が発展していたインカ帝国の伝統の一部を継承している。多くの先住民文化はアマゾン流域のアンデス山脈以外の国内中にも広がっている。この地方は急速に都市化された。重要な中心都市として挙げられるのは、イキトス、ナウタ、プエルト・マルドナド、プカルパ、ユリマグアスなどである。これらの地方は、その土地の人口における割合が高いというわけではないものの、多くの先住民の故郷となっている。東ペルーに住む先住民としては、シピボ族、ウラニナ族（Uranina）、コカマ族、アグアルナ族などが例として挙げられる。

### ヨーロッパ系
ヨーロッパ系の子孫は総人口の5～15%を占めると推計されている。その多くはスペイン人入植者の子孫である。19世紀から20世紀にかけてやってきた、イタリア、イギリス、フランス、ドイツ、アイルランド、オランダ、ポルトガル、スイス、ポーランド、クロアチアなどのその他のヨーロッパ系もいる。彼らの大半はやはり大都市に住み、たいていの場合北部・中部の都市、すなわちリマやトルヒーリョ、チクラヨ、ピウラなどである。
白人人口が非常に多い唯一の南部の都市がアレキパである。パスコ地方のオクサパンパとポスソ、そして北西部全域（海岸地方やカハマルカ、サン・マルティンなど）において相当の白人人口が見られ、その多くはスペイン、ドイツ、イギリス、フランス、イタリアの入植者の子孫である。2000年以降のペルーでは、生活コストの低さや景気の良さなどによって、アメリカ人の退職者やビジネスマンが移住してくることも多い。

### アジア系
アジア系ペルー人、特に東アジアの中国人や日本人、さらに最近になって増加したフィリピン人やその他のアジア系移民はかなり存在し、人口の3％を占める。この総人口に対する割合は、パナマに続き、ラテンアメリカの国の中で2番目に多い。ペルーでは、ブラジルに続き、ラテンアメリカで2番目に日系の子孫の人口が多く、中国系についてはラテンアメリカで最も人口の割合が高い。中国系の子孫が住んでいた歴史的なコミュニティはペルーのアマゾン川上流のいたるところに見られ、その都市はユリマグアス、ナウタ、イキトス、そして北西部の海岸地方（ランバイエケやトルヒーリョ）などである。
中国系の人々は、副王時代にペルーの稲田に労働者としてやってきたり、奴隷廃止時代に、アフリカの奴隷と取って代わるようにやってきて以来、日系の人々とは対照的に、現地の人々と国際結婚をしていたようだ。アジア系ペルー人の継承の誕生は非常に最近のものであるにもかかわらず、ここ数十年で、彼らはビジネスと政治の分野において著しく発展に貢献した。元大統領（アルベルト・フジモリ）、数名の閣僚、ペルー共和国議会のメンバーの一人は日本あるいは中国の血を引き継ぐ人であった。アラブ系ペルー人、主にレバノンやシリアに起源を持つ人々、さらにパレスチナ人もたくさん在住し、ユダヤ人やヒンドゥスタン人、パキスタン人なども少数だが存在する。

### 黒人アフリカ系
残りはアフリカ系ペルー人で構成されていて、総人口の約1.2%を占め、植民地時代の奴隷輸入者としてペルーの歴史に残る人々である。今日では、ムラート（アフリカ系とヨーロッパ系の混血）とザンボ（アフリカ系とアメリカインディアンの混血）が人口の重要な一部ともなっており、特にピウラ、トゥンベス、ランバイエケ、リマ、イカなどの地域においてである。アフリカ系ペルー人の人口は主にイカ地方などのリマ南部の海岸都市に集中しており、カニェテ、チンチャ、イカ、ナスカ、アレキパ地方との県境であるアカリなどである。
規模は大きいが、あまりよく知られていないアフリカ系ペルー人が住む場所としては、ユンガ地方が挙げられる（北ペルーのアンデス山脈南西部）（ピウラやランバイエケなど）。その地域では、サトウキビ、レモン、マンゴーなどの生産がいまも盛んである。モロポン（Morropón）地方全域では、特にチュルカナス市などに重要なコミュニティが散在する。その一つがチュルカナス市にあるヤパテラ（Yapatera）であり、カンチャケ（Canchaque）に近い山脈地方にも"Pabur"やラ・マタンサ（La Matanza）などのような小さな農業地帯などがある。もっと南側には、サニャという植民都市や、"Capote"やトゥマンといったランバイエケの農業都市などの、重要な黒人アフリカ系が住む地域がある。
| Racial and Ethnic Composition in Peru (2006 self-identification survey) Instituto Nacional de Estadística e Informática (INEI) | Racial and Ethnic Composition in Peru (2006 self-identification survey) Instituto Nacional de Estadística e Informática (INEI) | Racial and Ethnic Composition in Peru (2006 self-identification survey) Instituto Nacional de Estadística e Informática (INEI) | Racial and Ethnic Composition in Peru (2006 self-identification survey) Instituto Nacional de Estadística e Informática (INEI) | Racial and Ethnic Composition in Peru (2006 self-identification survey) Instituto Nacional de Estadística e Informática (INEI) |
| --- | --- | --- | --- | --- |
| Race/Ethnicity | | | | |
| メスティーソ | メスティーソ | | 59.5% | 59.5% |
| ケチュア | ケチュア | | 22.7% | 22.7% |
| アイマラ | アイマラ | | 2.7% | 2.7% |
| アマゾン | アマゾン | | 1.8% | 1.8% |
| 白人 | 白人 | | 4.9% | 4.9% |
| 黒人・ムラート | 黒人・ムラート | | 1.6% | 1.6% |
| その他 | その他 | | 6.7% | 6.7% |

### 独立後の移民
独立後、徐々にヨーロッパからの移民、特に英国、フランス、ドイツ、イタリア、オーストリア、クロアチア、スペインなどからの移民が増加した。ポリネシア人たちは1860年代、グアノという資源がブームになっていた年にグアノ島に労働者としてやってきた。中国人は、1850年代に北部海岸の砂糖プランテーションの奴隷労働者と取って代わるようにやってきて、それ以来ペルー社会に大きく影響を与えてきた。その他の移民集団はアラブ、南アジア、日本、アメリカ合衆国などからであった。

## 言語
2007年時点で、5歳以上のペルー人の83.9%が最初に習得していたといわれるスペイン語が最も主要な言語である。スペイン語と共存する言語がいくつかあり、その中で最も広く使用されるのはケチュア語であり、人口の13.2%が話す。その他の先住民言語と外国語はそれぞれペルー人の2.7％と0.1%が使用している。読み書きができる人々は2007年時点で92.9%であり、これは郊外地方での割合（80.3％）と都市部での割合（96.3%）との平均である。小学校と中学校は義務教育であり、公立学校では無料で教育を受けられる。

## 宗教
| ペルーの宗教（2007年） | ペルーの宗教（2007年） | ペルーの宗教（2007年） | ペルーの宗教（2007年） | ペルーの宗教（2007年） |
| ---------------------- | ---------------------- | ---------------------- | ---------------------- | ---------------------- |
| Religion               |                        |                        | Percent                |                        |
| ローマ・カトリック     | ローマ・カトリック     |                        | 81.3%                  | 81.3%                  |
| 福音主義               | 福音主義               |                        | 12.5%                  | 12.5%                  |
| その他                 | その他                 |                        | 3.3%                   | 3.3%                   |
| 無宗教                 | 無宗教                 |                        | 2.9%                   | 2.9%                   |

2007年の調査によると、12歳以上のペルー人人口の81.3%が自身をカトリック教会信者であると述べ、12.5%が福音主義、3.3%がセブンスデー・アドベンチスト教会などを含むその他の宗教を信仰し、2.9%は無宗教であると答えた。"Lord of Miracles"という壁画はイエス・キリストの17世紀に黒人奴隷によって描かれたものであり、リマやペルーのカトリック祭典などで崇められ、世界で最も大きなカトリック行列の一つである。
毎年10月、人種や経済的背景に関係なく、数十万人の信者が紫の衣装をまとい、リマの通りで宗教行列をなして「黒いキリスト（Black Christ）」を祝う。17世紀と18世紀に起こったリマを襲った地震によって街のほとんどが破壊されたが、その壁画だけは崩れずに立ち続けたことで、"Christ of Pachacamilla"としても知られるその壁画への熱狂的な信仰に拍車がかかった。

## 文化
ペルーの文化は主にアメリカインディアンとスペインの伝統を引き継いでいるが、アフリカやアジア、ヨーロッパの民族集団による影響も大いに受けている。ペルーの伝統芸術は、精巧に作られた陶器、繊維、宝石、そしてプレ・インカの彫刻などの時代までさかのぼる。インカ帝国はこういった技術を維持し、マチュピチュの建設を含む、建築的偉業を成し遂げてきた。現存した伝統の影響を受けつつも、バロック様式が植民地時代の芸術を凌駕していった。この時代には、ほとんどの芸術は宗教的なことに主眼をおいていた。当時の数多くの教会やクスコ派の絵などがその代表である。独立後、芸術は20世紀前半にインディヘニスモが台頭するまでは停滞していた。1950年代以来、ペルー芸術は外国と地方の両方のアートの流れによって活発に形成されてきた。

## 文学
ペルー文学は先コロンブスの市民の口承にルーツを持つ。16世紀になってスペイン人が書くということを伝えた。植民地時代の文学表現は年代記や宗教文学を含む。独立後は、リカルドパルマの作品に代表されるように、俗描写主義とロマン主義が最も広く受け入れられる文学ジャンルとなった。20世紀初期にはインディヘニスモによる社会運動がシーロ・アレグリア、ホセ・マリア・アルゲダス、セサル・バジェホなどの作家を生み出した。20世紀後半には、ペルー文学は、ラテンアメリカ文学ブームの第一人者であるノーベル文学賞作家マリオ・バルガス・リョサなどによって幅広く知られるようになった。" María Jesús Alvarado Rivera"という女性は反逆的なフェミニスト、教育者、ジャーナリスト、作家であり社会活動家でもあった。彼女は1969年のペルー人女性の国民評議会において、「ペルーで最初に女性の権利を擁護した人」として知られている。

## 料理
ペルー料理はアメリカインディアンとスペイン料理の混合であり、アフリカ、アラブ、イタリア、中国、日本の料理の影響も受けている。一般的な料理はアンティクーチョ、セビチェ、パチャマンカなどである。ペルー国内といっても気候が様々なため、色んな種類の植物や動物が料理に使われる。ペルー料理は最近になってその食材と技術の多様さを称賛されるようになってきた。

## 音楽
ペルー音楽はアンデス山脈系、スペイン系、アフリカ系の伝統をもつ。スペイン人による征服以前は、音楽表現は地域によって非常に様々だった。ケーナとティンヤは有名な楽器である。スペイン人による征服時にギターやハープなどの新しい楽器が伝えられ、チャランゴなどの雑種な楽器も発展した。アフリカ人はそのリズムや、カホンと呼ばれるパーカッションの楽器を伝えることでペルー音楽の発展に貢献した。ペルーの民謡ダンスにはマリネラ、トンデ―ロ、ワイニョなどがある。